# Xiphophorus meyeri
Espèce
Statut de conservation UICN

 EW : Éteint à l'état sauvage
Xiphophorus meyeri est une espèce de poissons d'eau douce de la famille des Poeciliidae, endémique du Mexique. L'espèce a disparue à l'état sauvage, elle ne survit aujourd'hui que par des populations maintenues en captivité.

## Description
Espèce de petite taille typique des platys, présentant un dimorphisme sexuel : les mâles portent une faible extension évoquant une « épée » sur la nageoire caudale et des motifs marbrés sur le corps chez de nombreux spécimens décrits.

### Biologie et écologie
Comme les autres membres du genre Xiphophorus, il s'agit d'un poisson vivipare dont la stratégie reproductive repose sur la naissance de jeunes déjà formés. Les données écologiques détaillées sont limitées en raison de l'aire de répartition réduite et du déclin rapide : les connaissances proviennent principalement d'observations originales et d'études en captivité montrant une tolérance à des eaux calcaires douces et à une gamme thermique tropicale-tempérée.

## Répartition et habitat
Historiquement l'espèce était restreinte à un petit espace du río Salado, à Coahuila (bassin du río Bravo / rio Grande). Elle était confinée à des sources, ruisseaux et bassins associés dans un milieu d'eau douce claire avec végétation aquatique et berges végétalisées. Les paramètres écologiques rapportés en captivité indiquent une préférence pour des eaux avec pH légèrement supérieur à 7 et températures optimales autour de 23–28 °C. Les relevés récents indiquent qu'aucune population sauvage n'a été confirmée depuis la fin du XXe siècle.

## Menaces
Les menaces identifiées pour l'espèce comprennent la destruction et la modification de l'habitat hydrique (pompage, assèchement ou transformation des sources), la pollution locale, la dégradation physique des milieux, et la concurrence/prédation introduite par des poissons non natifs. La très faible aire de répartition historique a rendu l'espèce particulièrement vulnérable aux évènements stochastiques et aux modifications anthropiques locales.

## Conservation et réintroduction
L’UICN a évalué Xiphophorus meyeri comme éteint à l'état sauvage dans sa dernière évaluation (le 31 octobre 2018). Le dernier signalement fiable à l'état sauvage date de la fin du XXe siècle dans les années 1990.
Des programmes de conservation ex-situ maintiennent l'espèce en vie : des souches de X. meyeri sont conservées au Xiphophorus Genetic Stock Center (aujourd'hui intégré à l'Institute for Molecular Life Sciences, Texas State University) et par un réseau de chercheurs, aquariophiles et éleveurs. Ces populations captive constituent la seule source connue d'individus vivants et ont servi à assurer la perpétuation de l'espèce en dehors de son habitat naturel.
Des discussions et des plans de conservation visant une éventuelle réintroduction ont été évoqués par les conservateurs (notamment sous réserve d'une amélioration durable des conditions d'habitat et d'une suppression des menaces locales). À la date de la dernière évaluation par l’UICN, aucune réintroduction viable et confirmée n'avait été rapportée dans la littérature formelle.

## Systématique
Le nom valide complet (avec auteur) de ce taxon est Xiphophorus meyeri Schartl (d) & Schröder (d), 1988,.

### Étymologie
Son épithète spécifique, meyeri, lui a été donnée en l'honneur de l'ichtyologiste allemand Manfred K. Meyer (d) pour sa contribution à l'étude des espèces de la famille des Poeciliidae et pour avoir attiré l'attention des auteurs sur cette espèce.

### Publication originale
- (en) Manfred Schartl et Johannes H. Schröder, « A new species of the genus Xiphophorus Heckel 1848, endemic to northern Coahuila, Mexico (Pisces: Poeciliidae) », Senckenbergiana Biologica, Allemagne, vol. 68, nos 4-6,‎ 27 juin 1988, p. 311-321 (ISSN 0037-2102).